# المنصورية (المغرب)
المنصورية قرية مغربية ، تقع بين الرباط والدار البيضاء، بإقليم بن سليمان و تضم 12.955 نسمة (إحصاء 2 سبتمبر 2004).